# Wijken en buurten in Veghel
De Nederlandse gemeente Veghel is voor administratieve, kadastrale en statistische doeleinden onderverdeeld in woonplaatsen, wijken en buurten.

## BAG-woonplaatsen
De gemeente bestaat uit 2 woonplaatsen. Onderstaande tabel geeft de kengetallen van de woonplaatsen volgens het Centraal Bureau voor de Statistiek (2014)
| BAG-code | Woonplaats | Inwonertal | Opp. totaal (ha) | Opp. land (ha) | Ligging                |
| -------- | ---------- | ---------- | ---------------- | -------------- | ---------------------- |
| 2827     | Veghel     | 30.800     | 4.305            | 4.256          | Locatie in de gemeente |
| 2826     | Erp        | 6.660      | 3.588            | 3.560          | Locatie in de gemeente |

## CBS-wijkindeling
De gemeente is onderverdeeld in 7 statistische wijken. Onderstaande tabel geeft de wijkindeling met kentallen volgens het Centraal Bureau voor de Statistiek (2014)
| CBS-wijkcode | Wijknaam   | Inwonertal | Opp. totaal (ha) | Opp. land (ha) | Ligging                |
| ------------ | ---------- | ---------- | ---------------- | -------------- | ---------------------- |
| WK086000     | Veghel     | 26.360     | 2.535            | 2.493          | Locatie in de gemeente |
| WK086001     | Mariaheide | 1.435      | 409              | 409            | Locatie in de gemeente |
| WK086002     | Zijtaart   | 1.645      | 1.009            | 1.002          | Locatie in de gemeente |
| WK086003     | Eerde      | 1.360      | 352              | 352            | Locatie in de gemeente |
| WK086004     | Erp        | 4.680      | 2.000            | 1.988          | Locatie in de gemeente |
| WK086005     | Keldonk    | 1.205      | 1.089            | 1.076          | Locatie in de gemeente |
| WK086006     | Boerdonk   | 775        | 499              | 496            | Locatie in de gemeente |

## CBS-buurtindeling
Een statistische wijk bestaat vaak uit meerdere buurten. Onderstaande tabel geeft de buurtindeling met kentallen volgens het Centraal Bureau voor de Statistiek (2014).
| CBS-buurtcode | Buurtnaam                    | Inwonertal | Opp. totaal (ha) | Opp. land (ha) | Ligging                |
| ------------- | ---------------------------- | ---------- | ---------------- | -------------- | ---------------------- |
| BU08600000    | Veghel-Centrum               | 3.700      | 113              | 113            | Locatie in de gemeente |
| BU08600001    | Veghel-West                  | 2.470      | 87               | 83             | Locatie in de gemeente |
| BU08600002    | Leest                        | 2.895      | 52               | 52             | Locatie in de gemeente |
| BU08600003    | Veghel-Zuid                  | 3.790      | 101              | 100            | Locatie in de gemeente |
| BU08600004    | Bunders                      | 7.905      | 180              | 180            | Locatie in de gemeente |
| BU08600005    | Amert-Dorshout               | 245        | 154              | 153            | Locatie in de gemeente |
| BU08600006    | Dubbelen                     | 30         | 292              | 268            | Locatie in de gemeente |
| BU08600007    | Ven                          | 4.350      | 97               | 95             | Locatie in de gemeente |
| BU08600008    | Veghel-Noord                 | 250        | 310              | 310            | Locatie in de gemeente |
| BU08600009    | Heuvel-Havelt                | 415        | 587              | 581            | Locatie in de gemeente |
| BU08600010    | Sportpark-Knokert            | 255        | 323              | 320            | Locatie in de gemeente |
| BU08600011    | Doornhoek-Kempkens           | 30         | 240              | 238            | Locatie in de gemeente |
| BU08600100    | Kern Mariaheide              | 975        | 44               | 44             | Locatie in de gemeente |
| BU08600101    | Verspreide huizen Mariaheide | 455        | 365              | 365            | Locatie in de gemeente |
| BU08600200    | Kern Zijtaart                | 1.020      | 147              | 143            | Locatie in de gemeente |
| BU08600201    | Zondveld                     | 460        | 496              | 494            | Locatie in de gemeente |
| BU08600202    | Jekschot                     | 165        | 366              | 366            | Locatie in de gemeente |
| BU08600300    | Kern Eerde                   | 1.050      | 49               | 49             | Locatie in de gemeente |
| BU08600301    | Verspreide huizen Eerde      | 310        | 303              | 303            | Locatie in de gemeente |
| BU08600400    | Kern Erp                     | 3.505      | 120              | 119            | Locatie in de gemeente |
| BU08600401    | Erp-Zuid                     | 405        | 177              | 177            | Locatie in de gemeente |
| BU08600402    | Bolst-Ham                    | 255        | 566              | 562            | Locatie in de gemeente |
| BU08600403    | Kraanmeer-Veluwe             | 360        | 647              | 642            | Locatie in de gemeente |
| BU08600404    | Bossen                       | 145        | 490              | 489            | Locatie in de gemeente |
| BU08600500    | Kern Keldonk                 | 730        | 167              | 166            | Locatie in de gemeente |
| BU08600501    | Verspreide huizen Keldonk    | 280        | 424              | 422            | Locatie in de gemeente |
| BU08600502    | Geregt                       | 185        | 498              | 488            | Locatie in de gemeente |
| BU08600600    | Kern Boerdonk                | 525        | 69               | 69             | Locatie in de gemeente |
| BU08600601    | Verspreide huizen Boerdonk   | 245        | 430              | 428            | Locatie in de gemeente |

Woonplaatsen: Erp · Schijndel · Sint-Oedenrode · Veghel

Dorpen: Boerdonk · Boskant · Eerde · Keldonk · Mariaheide · Nijnsel · Olland · Wijbosch · Zijtaart

Bedrijventerreinen: De Amert · De Dubbelen · Doornhoek · Oude Haven      Havengebied: Veghel-Haven

Buurtschappen: Achterste Hermalen · Beukelaar · Bolst · Borne · Bus · De Bus (Schijndel) · De Bus (Sint-Oedenrode) ·  De Haag · Dijk · Dorshout · Driehuizen · Eerschot · Elde · Everse · Ham · Havelt · Hazelberg · Hermalen · Het Schoor · Heuvel · Heuvelberg · Hoek · Hoeves · Hoogebiezen · Houterd · Hurkske · Jekschot · Kapeleind · De Kempkens · Kilsdonk · Koevering · Kraanmeer · Kremselen · Lagebiezen · De Laren · Lieseind · Looieind · Meijldoorn · Middegaal · Morsche Hoef · Mosbulten · Oetelaar · Rijkerbeek · Vernhout · Zondveld · Zwijnsbergen

Noord-Brabant: Steden en dorpen      Nederland: Provincies · Gemeenten